# Sparrow’s Hotel
	Sparrow's Hotel (яп. スパロウズホテル супаро:дзу хотэру) — манга-ёнкома, написанная и проиллюстрированная Юкой Санто. На основе манги было снято аниме. Премьерный показ состоялся 9 апреля 2013 года в сети AT-X, также Crunchyroll лицензировано аниме для стримингового вещания.
В апреле 2013 года было анонсировано, что DVD-издание аниме будет включать в себя режиссерскую версию с абсолютно новым артом и дизайном персонажей.
На создание манги автора вдохновили рассказы его друзей, работающих в отеле. Слушая их, автор решил: «А почему бы не использовать этот материал?».

## Сюжет
Сюжет представляет собой серию зарисовок из жизни Саюри Сато, владелицы отеля, чьими отличительными особенностями являются огромная грудь и владение оружием. Помимо обычной работы в отеле она также занимается усмирением создающих проблемы посетителей. Причём порой сама не замечает, как пугает очередного смутьяна.

## Персонажи
- Саюри Сато (яп. 佐藤 小百合 Сато: Саюри) — главная героиня аниме и манги. Она является владелицей отеля, а также убийцей. Она ненавидит, когда посетители создают проблемы в отеле.

Сэйю: Минори Тихара
- Тамаки Сиокава (яп. 塩川 環 Сиокава Тамаки)

Сэйю: Харука Нагасима
- Мисоно (яп. 御園 Мисоно)

Сэйю: Дайсукэ Кисио